# Gare de Saint-Pierre-le-Moûtier
Pour les articles homonymes, voir Gare de Saint-Pierre.
La gare de Saint-Pierre-le-Moûtier est une gare ferroviaire française située à  proximité du centre ville de Saint-Pierre-le-Moûtier, dans le département de la Nièvre en région Bourgogne-Franche-Comté.
Saint-Pierre-le-Moûtier est une halte de la Société nationale des chemins de fer français (SNCF), elle est desservie par des trains express régionaux de Bourgogne (TER Bourgogne-Franche-Comté) ainsi que par certains trains du réseau TER Auvergne-Rhône-Alpes.

## Situation ferroviaire
Établie à 217 mètres d'altitude, la gare de Saint-Pierre-le-Moûtier est située au point kilométrique (PK) 280,733 de la ligne de Moret - Veneux-les-Sablons à Lyon-Perrache, entre les gares ouverte de Sincaize (s'intercale la gare fermée de Mars) et de Chantenay-Saint-Imbert.

## Histoire
La gare de Saint-Pierre-le-Moûtier est mise en service le 15 mai 1853 par la Compagnie du chemin de fer de Paris à Orléans.
Elle devient une gare du Grand-Central en 1855 puis, en 1857, elle entre dans le giron du Paris-Lyon-Méditerranée, jusqu'à la création de la SNCF en 1938.

## Service des voyageurs

### Accueil
Halte SNCF, c'est un point d'arrêt non géré (PANG) équipé de deux quais avec abris, elle ne dispose pas d'un distributeur de billets TER. Le stationnement des véhicules est possible à proximité.

### Desserte
Saint-Pierre-le-Moûtier est desservie par des trains TER Bourgogne-Franche-Comté circulant sur la ligne no 8 entre Nevers, Moulins et Clermont-Ferrand, à raison de 5 trains pour Nevers et 4 trains pour Moulins en semaine ainsi qu'un autocar dans chaque sens. En outre, un service de taxi à la demande est proposé pour permettre la correspondance à Nevers avec le premier train à destination, ou le dernier en provenance de Paris-Bercy.

Installations et desserte
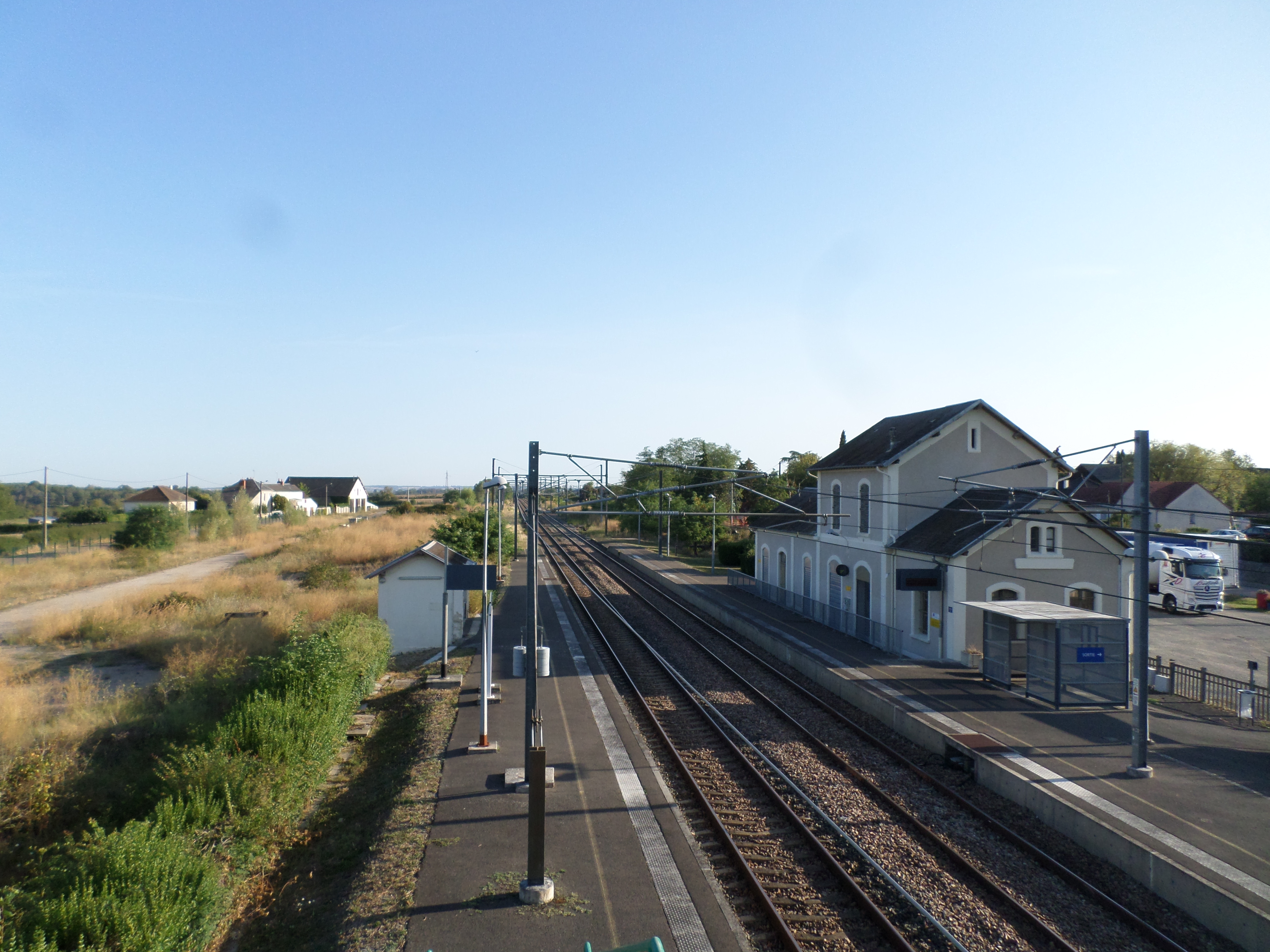
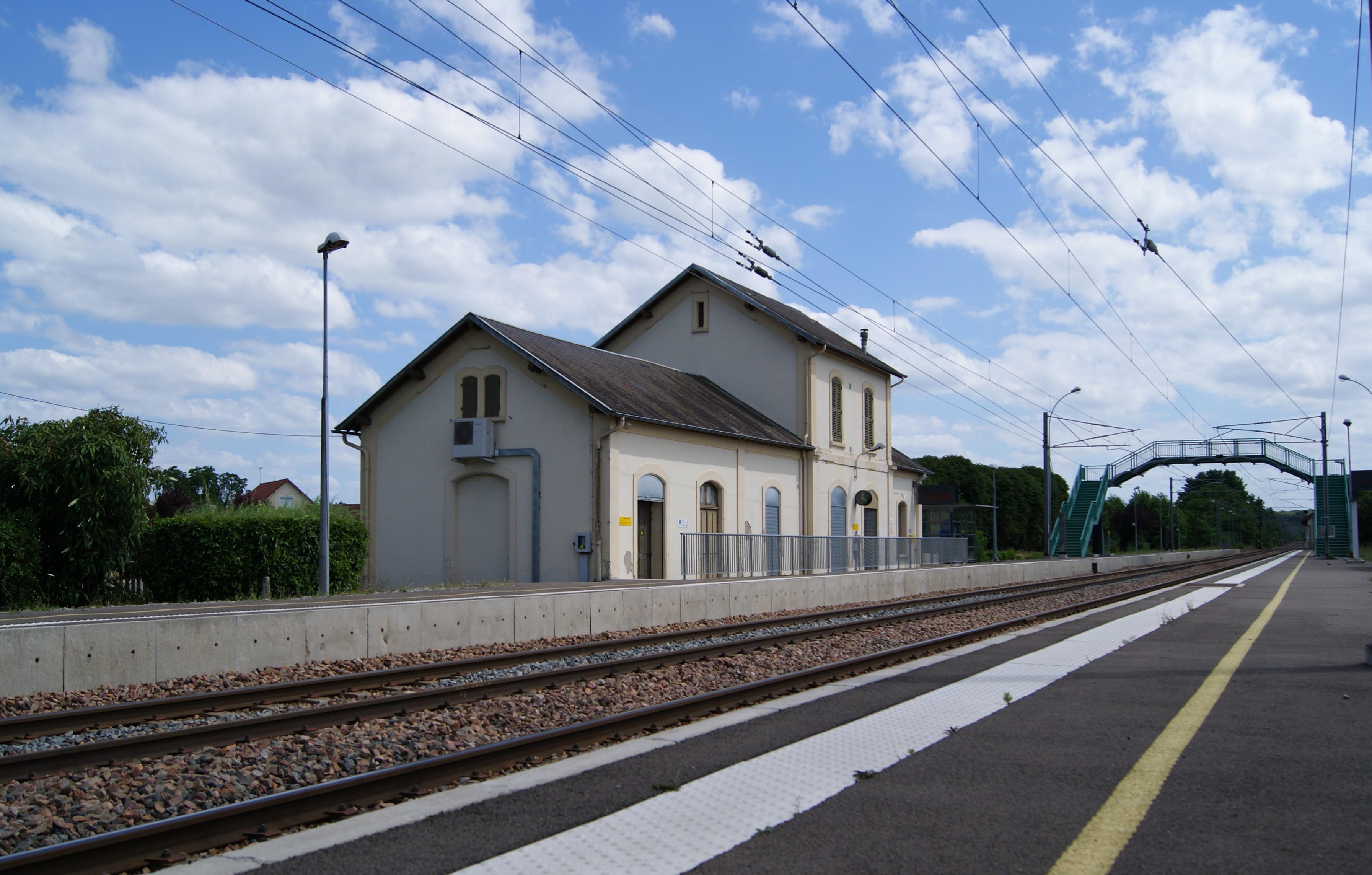
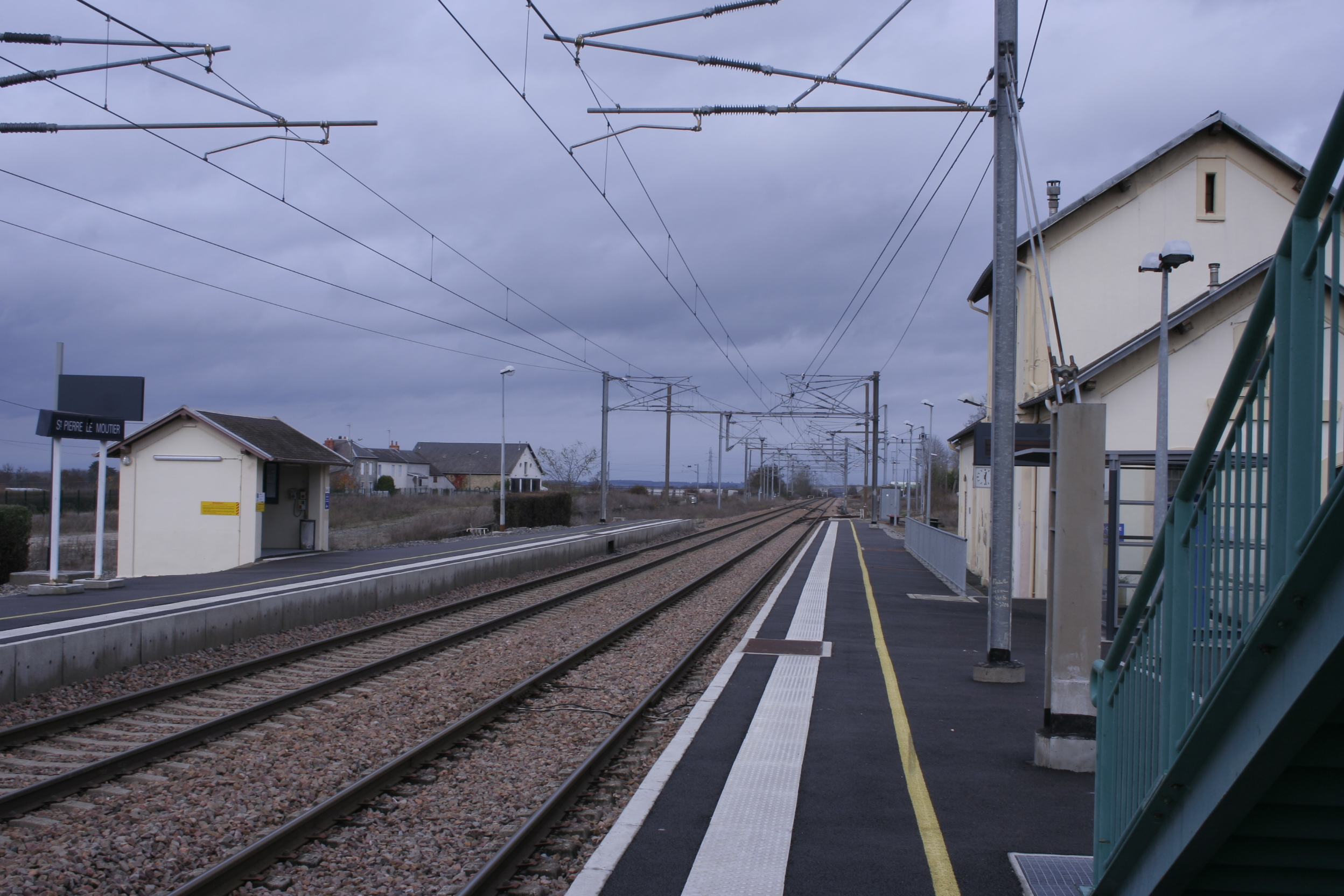